# Nikolai Zimiàtov
Nikolay Zimiàtov (en rus: Никола́й Семёнович Зимя́тов) (Moscou, Unió Soviètica 1955) és un esquiador de fons rus, ja retirat que va competir sota bandera de la Unió Soviètica durant la dècada del 1980.

## Biografia
Va néixer el 28 de juliol de 1955 a la ciutat de Moscou, en aquells moments capital de la Unió Soviètica i que avui en dia és la capital de la Federació Russa. El 1984 fou guardonat amb l'Orde de l'Amistat dels Pobles.

## Carrera esportiva
Participà en els Jocs Olímpics d'Hivern de 1980 realitzats a la ciutat de Lake Placid (Estats Units) on aconseguí tres medalles d'or en les proves de 30 km, 50 km i relleus 4x10 km amb l'equip soviètic. Així mateix finalitzà en quarta posició en la prova de 15 quilòmetres. En els Jocs Olímpics d'Hivern de 1984 realitzats a Sarajevo (Iugoslàvia) aconseguí retenir el títol en la prova dels 30 km, finalitzant en segona posició en els relleus 4x10 quilòmetres. Així mateix, en aquests Jocs, finalitzà en sisena posició en la prova dels 15 km i tretzè en els 50 quilòmetres.
Al llarg de la seva carrera aconseguí guanyar la medalla de plata l'any 1978 en el Campionat del Món d'esquí nòrdic realitzat a Lahti en la prova dels 30 quilòmetres, així com vuit campionats soviètics.